# Lokomotion

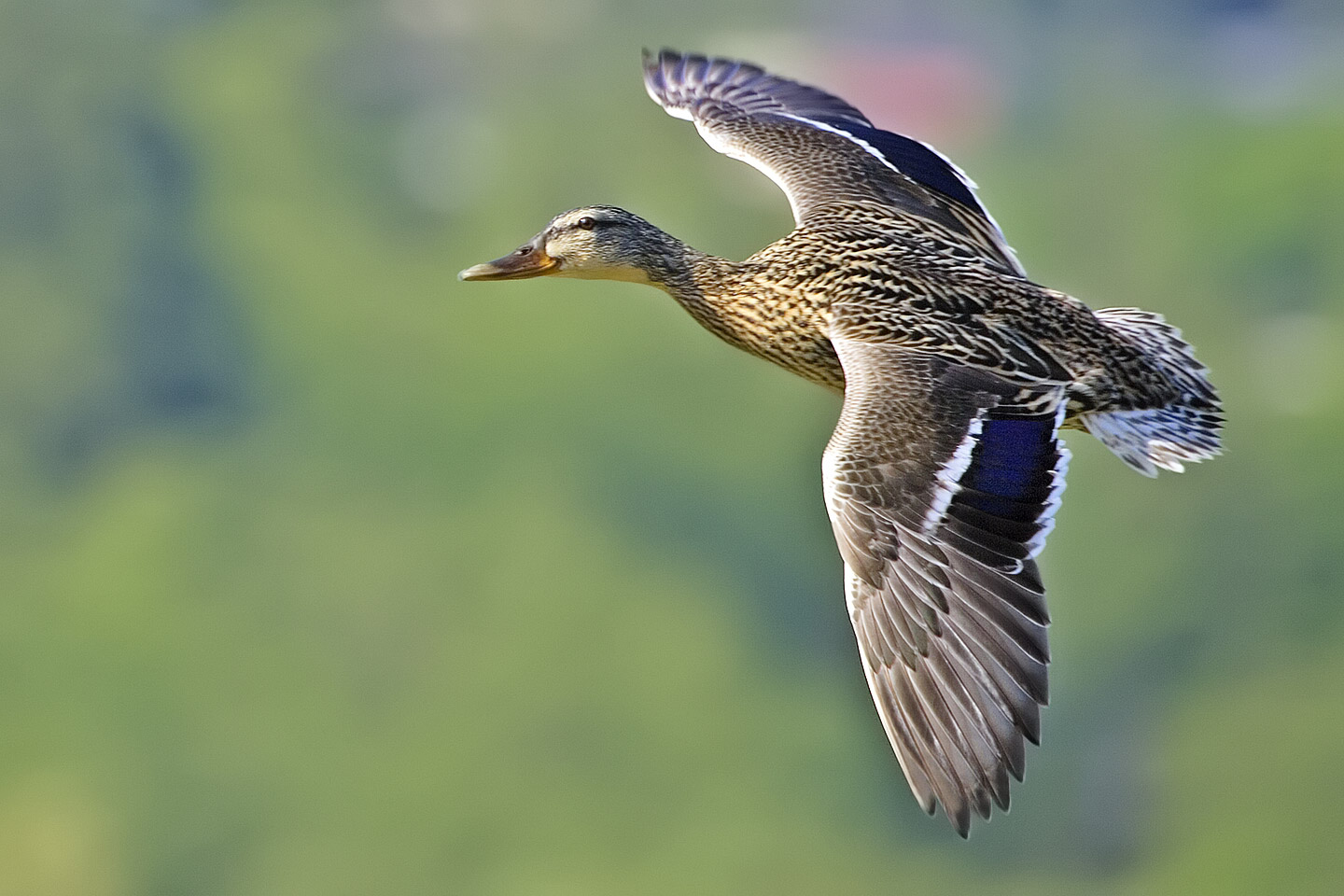
En flygande gräsand.

Lokomotion (från latin locus, plats, och motio, rörelse) är en beteckning som anger hur djur förflyttar sig, deras rörelsesätt. Äldre benämningar är "ställflyttning" och "ställförflyttning". Som adjektiv används lokomotorisk, vilket betyder "som har med lokomotion att göra". (Observera också att lokomotor används som beteckning för mindre lokomotiv.)
Det finns många olika former av lokomotion, beroende bland annat på vilket medium den föregår i eller på, vilka principer som används och så vidare, men någon standardindelning av dessa finns ej. Exempelvis kan man särskilja:
- På ytan av ett fast underlag utan hjälp av extremiteter (slingra sig som en orm, peristaltiska rörelser som en larv eller daggmask)
- På ytan av ett fast underlag med hjälp av extremiteter (gå, springa, hoppa)
- Olika typer av klättring och hopp mellan exempelvis träd
- Simmande på vattenytor (olika typer beroende på ytspänning, flytförmåga etcetera)
- Grävande (i jord eller andra substrat, som trä eller kroppsvävnaderna hos ett värddjur)
- Flygande i luft (olika former av aktiv flykt och glidflykt)
- Simmande i vatten (med "paddlar" som exempelvis havssköldpaddor, slingrande rörelser som fiskar eller jetdrift som en del blötdjur)
- Med hjälpmedel (kohägrar som rider runt på ryggen av boskap, eller sugfiskar som liftar med hajar - det är inte bara människan som "åker buss")

Men hur man än försöker göra indelningar, finns det alltid organismer som täcker flera typer. Exempelvis en lunnefågel: Den flyger aktivt i luften, glidflyger strax innan den landar på vattnet, där den simmar runt innan den dyker och jagar fisk. När den fångat tillräckligt flyger den tillbaka och går på marken in i boet den grävt. Det finns också suddiga gränser mellan olika typer: En svan som simmar på en vattenyta lyfter inte huxflux och blir flygande - den springer en bra sträcka på vattnet (som ingalunda är fast mark) innan den lyckas få tillräcklig fart och tillräcklig höjd för att kunna flyga utan hjälp av underlaget.
Syftet med djurs förflyttning kan vara att finna föda, att para sig eller att fly från predatorer.
Rörelseapparaten är de vävnader och organ som ett djur eller en människa använder för att röra sig. Bland däggdjur omfattar den bland annat skelett och skelettmuskler.
Olika typer av lokomotion används som utgångspunkter för studier inom bionik.